# Joelle Carter
Joelle Carter (Albany, Geórgia, 10 de outubro de 1972) é uma atriz e modelo estadunidense, mais conhecida por seus trabalhos em Inconceivable e High Fidelity.
Seu pai era militar e sua família sempre se mudava quando ele era transferido, logo, ela não podia se estabelecer em algum lugar. Durante a adolescência, conseguiu um período de certa estabilidade, e concluiu o ensino médio em Albany, no estado da Geórgia. Após concluir a Universidade Augusta (onde ela havia conseguido uma bolsa), Joelle foi para Nova Iorque perseguir a carreira de modelo, assinando contratos com as agências Elite e Wilhelmina.

## Filmografia

### Televisão
- 2010 Justified como Ava Crowder
- 2007 Cold Case como Kylie Cramer
- 2006 CSI: Miami como Abby Biggs
- 2006 Justice como Amber
- 2005 Inconceivable como Patrice Locicero
- 2004 The Jury como Cassandra Nichols
- 2003 Third Watch como Tori
- 2002 The Job como Sharon
- 2000 Wonderland como Heather Miles

### Cinema
- 2015 Jessabelle como Kate
- 2006 Room 314 como Stacey
- 2006 Cold Storage como Cathy
- 2005 Nick and Stacey como Stacey
- 2004 When Will I Be Loved como Sam
- 2003 Justice como Monique
- 2002 The Perfect You como Kate
- 2001 American Pie 2 como Natalie
- 2001 Dial 9 for Love como Lynn
- 2000 Boys Life 3 como Amy
- 2000 Famous como Brenda
- 2000 High Fidelity como Penny Hardwick
- 2000 Swimming como Josee
- 2000 It Had to Be You como Claire Parker
- 1999 Just One Time como Amy
- 1999 Suits como Heidi Wilson